# 1 2 3 Schtunk

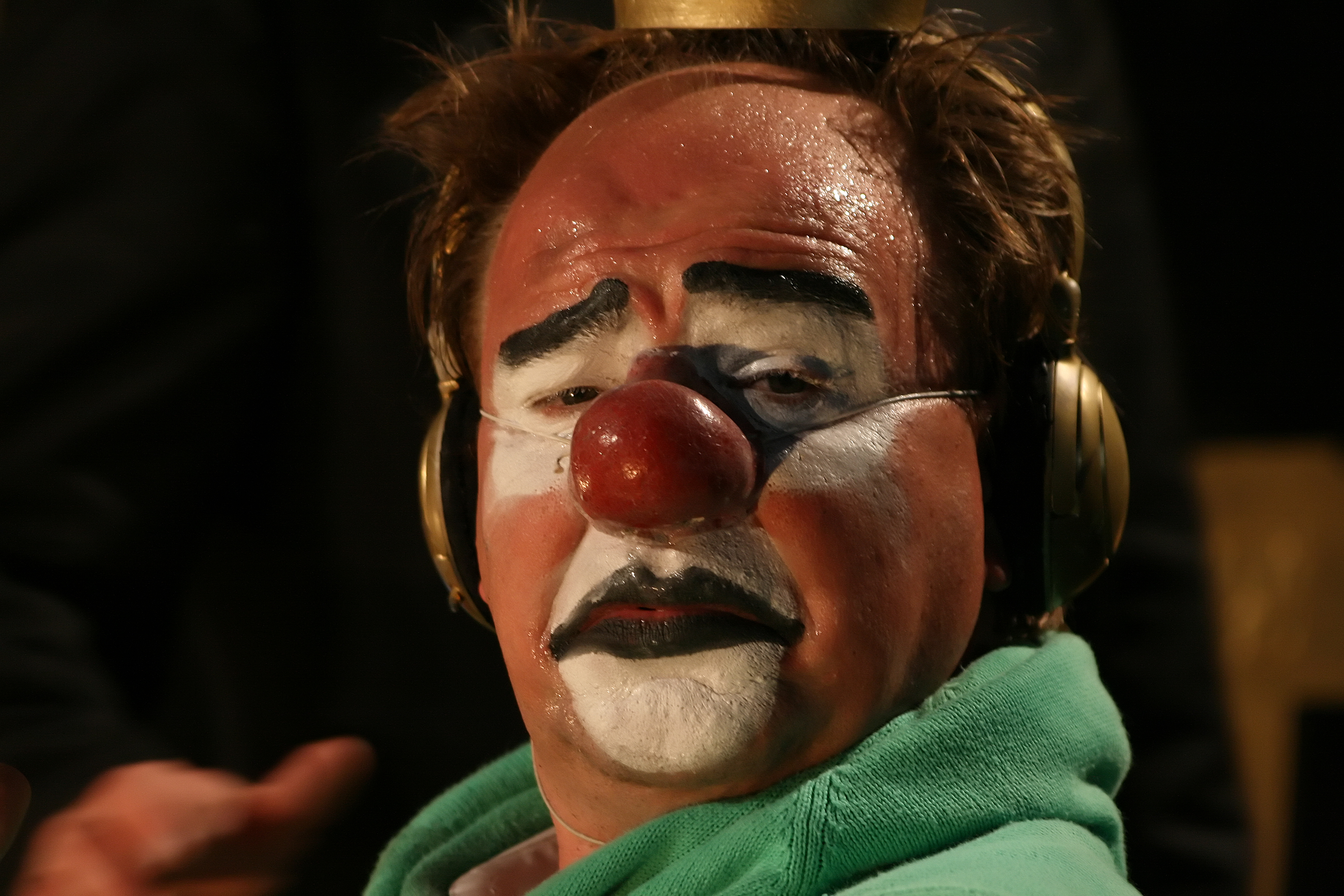
Henri Kokko i Richard III.

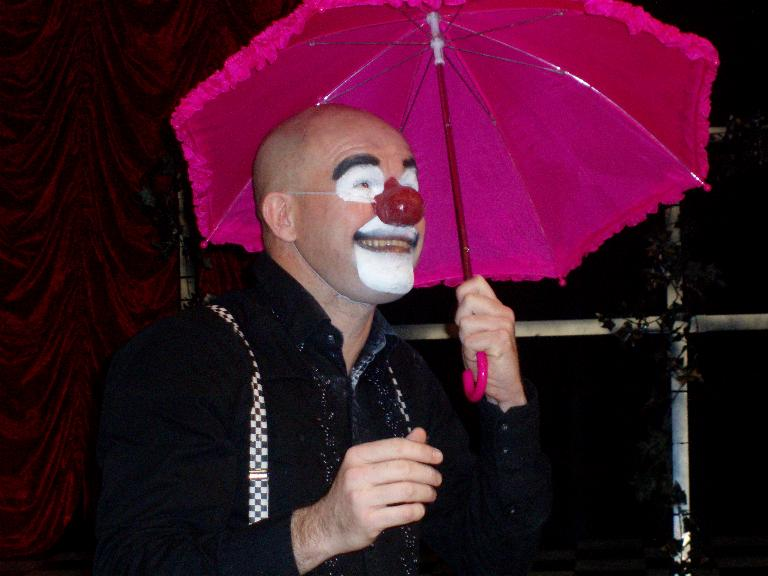
Lasse Beischer improviserar med ett paraply han lånat från någon i publiken.

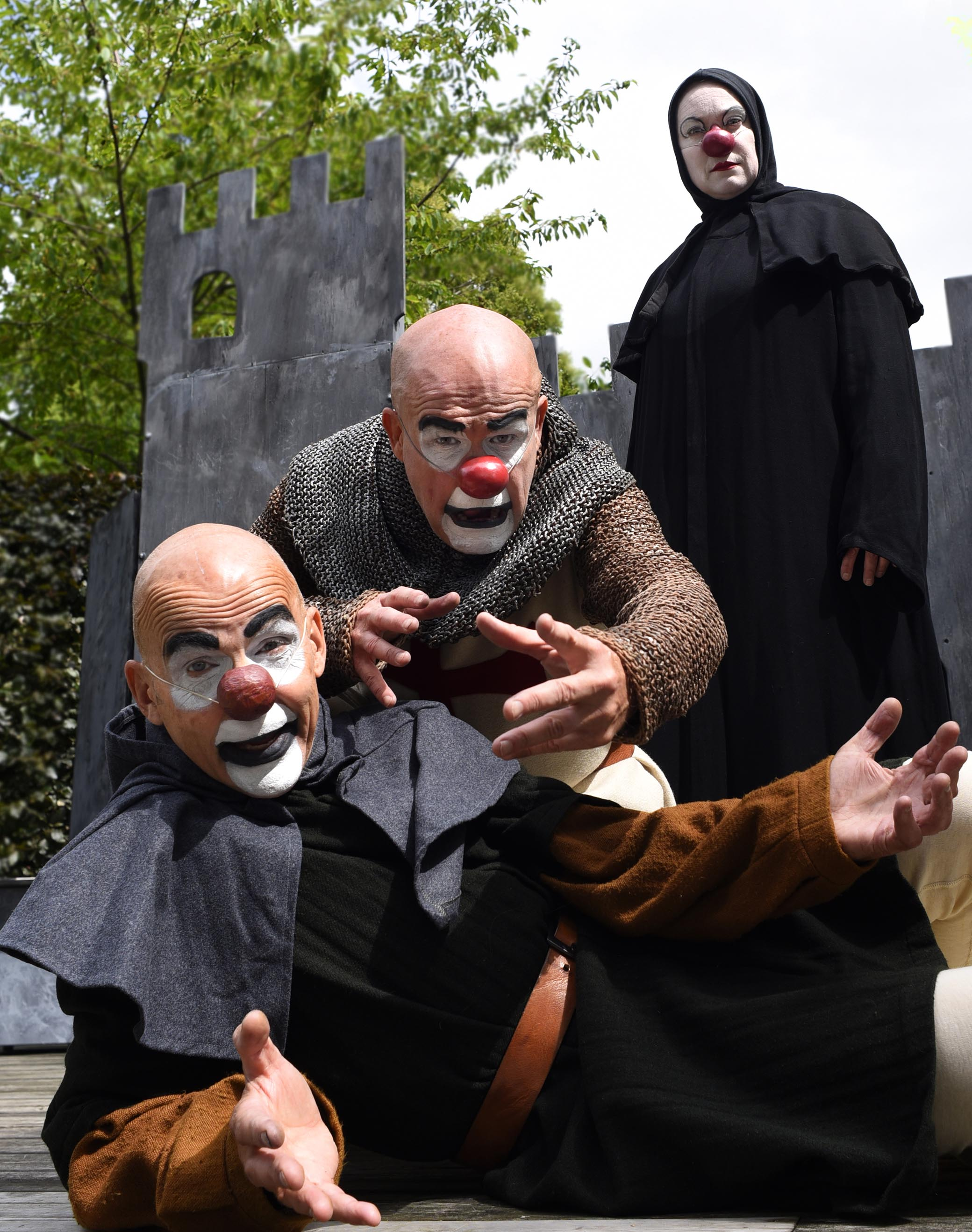
Dick Karlsson, Lasse Beischer och Bortas Josefine Andersson i Sjunde inseglet

1 2 3 Schtunk är en teatergrupp, som ägnar sig åt commedia dell'arte. Gruppen, som bildades 2005, består för närvarande (2022) av Bortas Josefine Andersson, Lars Henrik "Lasse" Beischer, Dick Karlsson och Anton Sandahl Kokko. De framför verk av teaterhistoriens stora mästare likväl som egna texter - alltid med utgångspunkt att roa, men även stämma till eftertanke. Ofta understött av musik från egen penna.
Bland tidigare medarbetare finns Maria Simonsson, Carina Söderman, Johan Friberg samt Henri Kokko.
Gruppen uppträder maskerade till clowner. Som en del av framförandet får ofta någon, eller några, ur publiken komma upp på scenen och bli en del av föreställningen. Ett annat inslag är att teknikern som sköter ljus och ljud ofta får "hjälpa" skådespelarna på scen att komma ihåg sina repliker och berätta vad som ska hända.

## Urval ur repertoaren
- Ingmar Bergmans Det sjunde inseglet enligt 123 Schtunk
- Dödsdansen
- Ett Drömspel - Allt kan ske, allt är möjligt och sannolikt - inspirerad av August Strindberg
- Världen är en scen - Det bästa av och med 123 Schtunk
- Molière - den absoluta sanningen
- Rid i natt - inspirerad av Vilhelm Moberg
- Raskens - Vi går åt vilket håll vi vill!
- Mozart - Gute Heute alle Leute
- Hemsöborna
- Julshow - Schtunk i krubban
- Kung Lear
- Krogshow - om du vågar
- Hamlet - Som det kan vara. Eller inte vara...
- Onkel Vanja - Schtunk goes Tjechov
- Shakespeare - den absoluta sanningen
- Ute ur leken - Om Shakespeares alla d(r)amer
- Rickard III - En dag på Towern
- Romeo & Julia - 2 h o 20 min våld, sex och kärlek
- Macbeth – Alla dör på slutet
- Mathissen - eller i Väntan på Wilson